# Arbonne-la-Forêt
 Arbonne-la-Forêt  es una población y comuna francesa, en la región de Isla de Francia, departamento de Sena y Marne, en el distrito de Melun y cantón de Perthes.

## Demografía
| 267 | 355 | 412 | 496 | 762 | 947 |
| Para los censos de 1962 a 1999 la población legal corresponde a la población sin duplicidades (Fuente: INSEE [Consultar]) |     |     |     |     |     |